# هنري مايرز
هنري مايرز (بالإنجليزية: Henry Myers)‏ هو لاعب كرة قاعدة أمريكي، ولد في 1858 في فيلادلفيا في الولايات المتحدة، وتوفي بنفس المكان في 18 أبريل 1895.

## وصلات خارجية
- هنري مايرز على موقعبيزبول رفرنس.كوم (الدوري الرئيسي) (الإنجليزية)
- هنري مايرز على موقعبيزبول رفرنس.كوم (الدوري الثانوي) (الإنجليزية)